# Кушнір Володимир Григорович
Володимир Григорович Кушнір (20 листопада 1922 , Секуряни, Румунське королівство  — 5 жовтня 1979 ) — український радянський діяч, голова колгоспу «Україна» Сокирянського району Чернівецької області. Депутат Верховної Ради СРСР 5-го скликання.

## Біографія
Народився 20 листопада 1922 року в селянській родині в містечку Сокиряни Сучавського повіту, нині райцентр Чернівецької області. Освіта неповна середня.
До колективізації працював у власному господарстві, а в 1947 році вступив до колгоспу міста Сокирян, де став бригадиром.
Член КПРС з 1953 року.
Після закінчення Рідковецької школи з підготовки кадрів для сільськогогоподарського виробництва (c. Рідківці Новоселицького району Чернівецької області) був призначений заступником голови правління, а в 1957 році — обираний головою колгоспу «Україна» міста Сокиряни Сокирянського району Чернівецької області.
Потім працював завідувачем тваринницької ферми, бригадиром садової бригади. За його активної участі на кордоні України з Молдавією у тодішньому колгоспі імені Шевченка 18 листопада 1972 року було закладено «Сад Дружби» за участю представників різних республік колишнього Союзу РСР, яким хліб-сіль вручили два Герої Соціалістичної Праці Сокирянщини: комбайнер колгоспу ім. ХХ партз'їзду (с. Романківці) К. Ф. Бельський та голова колгоспу «Ленінський шлях» (с. Коболчин) В. Я. Ротар.
Новатор сільськогосподарського виробництва, учасник Виставки досягнень народного господарства (ВДНГ).

## Громадська діяльність
- Депутат Сокирянської селищної ради.
- Член Сокирянського райкому Компартії України.
- Депутат Верховної Ради СРСР 5-го скликання.

## Нагороди
- Орден Леніна (1973)
- Орден Жовтневої Революції
- Орден Трудового Червоного Прапора (26.02.1958)